# Milán–Turín 2022
103. ročník jednodenního cyklistického závodu Milán–Turín se konal 16. března 2022 v Itálii. Vítězem se stal Brit Mark Cavendish z týmu Quick-Step–Alpha Vinyl. Na druhém a třetím místě se umístili Francouz Nacer Bouhanni (Arkéa–Samsic) a Nor Alexander Kristoff (Intermarché–Wanty–Gobert Matériaux). Závod byl součástí UCI ProSeries 2022 na úrovni 1.Pro.

## Týmy
Závodu se zúčastnilo 14 z 18 UCI WorldTeamů a 6 UCI ProTeamů. Všechny týmy přijely se sedmi závodníky kromě týmů AG2R Citroën Team, Alpecin–Fenix, Cofidis a Team BikeExchange–Jayco se šesti jezdci a Ineos Grenadiers s pěti jezdci. 3 závodníci neodstartovali, na start se tak postavilo 131 jezdců. Do cíle v Rivoli dojelo 129 z nich.
UCI WorldTeamy
- AG2R Citroën Team
- Astana Qazaqstan Team
- Bora–Hansgrohe
- Cofidis
- EF Education–EasyPost
- Ineos Grenadiers
- Intermarché–Wanty–Gobert Matériaux
- Israel–Premier Tech
- Movistar Team
- Quick-Step–Alpha Vinyl
- Team BikeExchange–Jayco
- Team DSM
- Trek–Segafredo
- UAE Team Emirates

UCI ProTeamy
- Alpecin–Fenix
- Arkéa–Samsic
- Bardiani–CSF–Faizanè
- Drone Hopper–Androni Giocattoli
- Eolo–Kometa
- Team TotalEnergies

## Výsledky
| Pořadí | Jezdec                   | Tým                                | Čas        |
| ------ | ------------------------ | ---------------------------------- | ---------- |
| 1      | Mark Cavendish (GBR)     | Quick-Step–Alpha Vinyl             | 4h 31' 22" |
| 2      | Nacer Bouhanni (FRA)     | Arkéa–Samsic                       | + 0"       |
| 3      | Alexander Kristoff (NOR) | Intermarché–Wanty–Gobert Matériaux | + 0"       |
| 4      | Max Kanter (GER)         | Movistar Team                      | + 0"       |
| 5      | Peter Sagan (SVK)        | Team TotalEnergies                 | + 0"       |
| 6      | Andrea Vendrame (ITA)    | AG2R Citroën Team                  | + 0"       |
| 7      | Michael Mørkøv (DEN)     | Quick-Step–Alpha Vinyl             | + 0"       |
| 8      | Ben Swift (GBR)          | Ineos Grenadiers                   | + 0"       |
| 9      | Simone Consonni (ITA)    | Cofidis                            | + 0"       |
| 10     | Biniam Girmay (ERI)      | Intermarché–Wanty–Gobert Matériaux | + 0"       |